# Stiftung für blinde und sehbehinderte Kinder und Jugendliche Zollikofen
In Zollikofen befindet sich das Zentrum der Stiftung für „Blinde und sehbehinderte Kinder und Jugendliche“.

## Kurzporträt
Die 1837 von Gottlieb Emmanuel von Morlot (1788–1844) in Bern gegründete Stiftung ist seit 1961 im neuen Schulheim in Zollikofen tätig. Die Stiftung ist eine private Organisation mit überregionaler, gemeinnütziger Zielsetzung. Aufgabe ist die umfassende Förderung, Schulung und Beratung blinder und sehbehinderter Menschen von der frühen Kindheit an bis ins junge Erwachsenenalter. Eingeschlossen sind auch mehrfach behindert-sehgeschädigte Kinder und Jugendliche. Die Angebote des Zentrums richten sich auch an Eltern, an Lehrkräfte der öffentlichen Schule oder an Sonderschulen sowie an Fachleute, die mit sehgeschädigten jungen Menschen arbeiten.

## Angebot
- Schule Regelbereich
- Schule MFB
- Ambulanter Dienstag
- Frühförderung
- Wohnen
- Wohnen für Berufs- und Mittelschüler
- Wohnen Erwachsene
- Kursangebot für Eltern
- Lehr- und Hilfsmittel
- Ludothek
- Blindenmuseum